# Stadion Park mladeži
Stadion Park mladeži drugi je po veličini stadion u gradu Splitu.
Kapacitet stadiona je 4075 sjedećih mjesta. Nalazi se u gradskom kotaru Lovretu predjelu Brodarica. Oko nogometnog terena postavljena je tartan staza pa se stadionom koristi i atletski klub ASK.

## Povijest
Izgrađen je 1950-ih (gradnja je započela još 1949.) za potrebe RNK Split, koji je na svoje novo igralište (tada u dalekom predgrađu) prešao 1955. Nikada u potpunosti nije dovršen. Suvremenije klupske prostorije napravljene su, ali opet nedovršene, uoči 8. mediteranskih igara 1979. koje su se održavale u Splitu. 
Kada je Hajdukov Stari plac djelomično rušen, reflektori koji su do tada osvjetljavali Hajdukove utakmice − premješteni su na "Splitovo", pa se nogometne, atletske i druge priredbe mogu održavati i noću.
Osim glavnog terena, postoji i pomoćni teren kojim se koriste i drugi klubovi, npr. nogometni klub Galeb, te još i niz malih igrališta, svi s umjetnom travom. Pomoćni teren ima i svoje tribine koje je 2006. godine postavilo Brodogradilište Split.
Samo ime stadiona je novije jer su se jedno vrijeme stadion i pošumljeni pojas oko njega zvali Park skojevaca. Inače, taj dio grada malo starijim Splićanima poznat je kao Turska kula, kako se prvotno i sam stadion popularno zvao.
Stanje stadiona – nedovršenost, derutnost, te želja da se stanje popravi – kao i želja za ostvarenjem što boljeg plasmana NK Split blizu su ostvarenja. Zalaganjem odgovornih struktura klubova (Split i ASK), Grada i Županije planovi o osuvremenjivanju sportskih objekata blizu su realizacije. Planira se izgradnja novog stadiona s 15.000 mjesta, atletske dvorane i niza drugih sportskih sadržaja. 

### Dolazak Ultra Europe Music Festivala
Nakon šest godina na Poljudu splitska Ultra Europe će se 2019. godine prvi put održati na novoj lokaciji, a to će istodobno omogućiti vrhunski europski nogomet i najveći svjetski glazbeni događaj elektronske glazbe u Splitu. Ovaj vrhunski glazbeni doživljaj koji je Split i Jadransku obalu upisao na međunarodnu kartu festivala ovim će afirmirati i novi prostor u gradu Splitu te ga učiniti atraktivnim, što je sasvim sigurno dodatna vrijednost koju donosi Ultra. Dobra suradnja s Javnom ustanovom športski objekti Split koja upravlja i održava Park mladeži, kroz ugovor, u suradnji s MPG-om i Ultra Music Festivalom, omogućit će dodatne, prijeko potrebne investicije u infrastrukturu ovog športskog objekta.